# Charops armatus
Charops armatus är en stekelart som beskrevs av André Seyrig 1935. Charops armatus ingår i släktet Charops och familjen brokparasitsteklar. Inga underarter finns listade i Catalogue of Life.